# Gavin Bryars
Gavin Bryars (født 16. januar 1943) er engelsk komponist og kontrabassist.
Spillede bas i jazzgrupper i 1960'erne. 
Hans første største værk som komponist var The Sinking of Titanic fra 1969, og hans internationale ry blev styrket af operaen Medea fra 1984. Men størst berømmelse fik han med kultværket Jesus' Blood Never Failed Me Yet fra 1971. Han er en betydelig eksperimenterende komponist med stærk påvirkning fra litteraturteori, film, populærmusik, minimalisme og jazz, han er grundlægger og leder af Gavin Bryars Ensemble.